# Lilla Igelvatten
Lilla Igelvatten är en sjö i Lilla Edets kommun i Bohuslän och ingår i Göta älvs huvudavrinningsområde.